# إيرل جورمان
إيرل جورمان (بالإنجليزية: Earl Gorman)‏ هو لاعب كرة قدم أمريكية أمريكي، ولد في 27 يونيو 1896 في ويسكونسن في الولايات المتحدة، وتوفي في 6 نوفمبر 1962 في ميلواكي في الولايات المتحدة.

## وصلات خارجية
- إيرل جورمان على موقع مرجع كرة القدم المحترفة.كوم (الإنجليزية)